# Liste von Anhängern und Sonderanhängern der Wehrmacht
Diese Liste von Anhängern und Sonderanhängern der Wehrmacht führt die Anhänger der Reichswehr und der Wehrmacht auf, soweit diese bekannt sind.

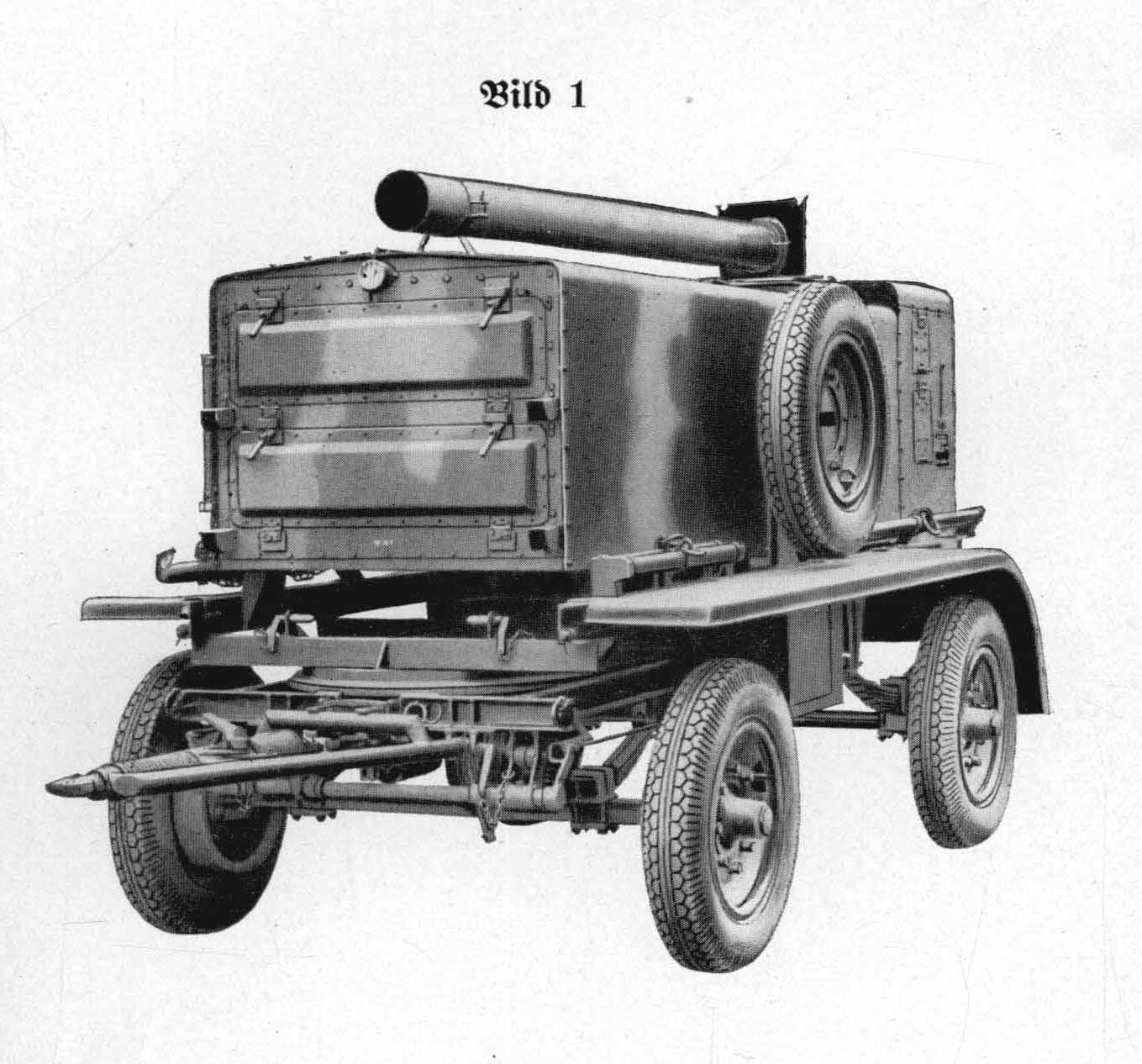
Backanhänger Sd. Ah. 106 aus der H. Dv. 489/1.

## Hintergrund
Bereits lange vor dem Ersten Weltkrieg hatte sich das deutsche Heer mit der Frage der militärischen Logistik beschäftigt. Vor dem Beginn der Industrialisierung waren Pferde mit bespannten Fahrzeugen die Grundlage aller militärischen Logistik. Erfahrungen hatte man im Deutsch-Französischen Krieg 1870/71 mit zwei britischen Fowler-Dampfschleppern gesammelt, welche in der Lage waren zwölf üblicherweise bespannte Packwagen zu ziehen. Im Rahmen der beginnenden Motorisierung Jahrzehnte dachte man an Lastzüge, bestehend aus einem Lastkraftwagen und mindestens einem Anhänger. Die sogenannten Subventions-Lastzüge des Ersten Weltkriegs, bestehend aus einem Subventionslastkraftwagen und einem nach einer entsprechenden Spezifikation gefertigten Anhänger, stellten einen ersten Schritt in diese Richtung dar. Um 1928/29 begann die Motorisierung der Reichswehr und damit beginnend die vermehrte Einführung von Anhängern und Sonderanhängern. Beginnend im Bereich der Flak-Artillerie, der Pioniertruppe und bei der Artillerietruppe.

## Bezeichnungen und Abkürzungen
Die Wehrmacht nutzte zur Dokumentation und für die logistischen Aufzeichnungen ein System von Bezeichnungen für Fahrzeuge und Anhänger. Dieses Bezeichnungssystem erlaubte die eindeutige Identifizierung für Einzelfahrzeuge, Fahrzeuggruppen und Anhänger. Für viele dieser Bezeichnungen sind Abkürzungen bekannt, bei denen schon geringe Abweichungen von der normierten Schreibweise problematisch sein können. Dies gilt insbesondere auch für Leerstellen und die Groß- und Kleinschreibung von Buchstaben in diesen Bezeichnungen und Abkürzungen.

## Systematik und Nummernkreise
Für die Logistik zur Beschaffung, zur Zuteilung und für Wartung wurde darauf geachtet, die Anhänger nach Klassen und Nummernkreisen zu gliedern. Dies geschah erstmals mit dem am 14. November 1932 herausgegebenen Vorblatt zu H.D.V.428 „Ausrüstungsverzeichnis über die Kraftfahrgeräteausstattung der Einheiten des Reichsheeres (A.K.R.)“, wonach die Benennung sich danach richtete, wobei es sich handelte.

### Anhänger
Entsprechend des Ausrüstungsverzeichnis unterschieden sich in der Heeresorganisation Fahrzeuge die unter dem Begriff Anhänger geführt wurden in zwei Gruppen:
- Anhänger welche vollständig handelsüblich waren, wurden beispielhaft als „Anhänger (zweiachsig) mit geschlossenem Aufbau (o)“ beschrieben, wobei das (o) die handelsübliche Herkunft zeigte
- Anhänger mit handelsüblichem Fahrwerk mit einem Sonderaufbau wurden entsprechend als „Ah.“ (+ Typennummer, z. B.: „Ah. 51“) bezeichnet

### Sonderanhänger
Der Begriff Sonderanhänger wurde entsprechend des Ausrüstungsverzeichnisses verwendet, wenn es sich bei dem Anhängerfahrgestell um eine Sonderkonstruktion für den Einsatz bei den deutschen Streitkräften handelte.
Häufig wurden Sonderanhänger als Trägerfahrzeuge für mehrere Lasten verwendet. So konnten Sonderanhänger für Geschütze häufig mehrere verschiedene Geschütze (z. B. Sd.Ah. 53) transportieren oder ein Sonderanhänger der Panzertruppe (z. B. Sd.Ah. 115) verschiedene Fahrzeuge einer bestimmten Gewichtsklasse.

### Versuchsanhänger
Eine wenig dokumentierte Klasse ist die jener Anhänger die als Versuchsanhänger bezeichnet wurde, da diese Bezeichnung nur vorübergehend, während der Zeit der Truppenerprobung verwendet wurde (z. B. Vs.Ah. 640).

### Sonstige Anhänger
Andere Anhänger erhielten keine Nummer und wurden danach bezeichnet, was sie transportierten (z. B. „CO2 Löschgerät auf Anhängerfahrgestell A 1“).
Einige bespannte Fahrzeuge (Pferdefuhrwerke) erhielten ebenfalls spezielle Nummern.

## Anhänger mit Nummern

### Anhänger (Ah.)
| Ah.-Nr. | Bezeichnung                                             | Abkürzung                                                  | Verwendung/Bemerkung/Bild                                                                         |
| ------- | ------------------------------------------------------- | ---------------------------------------------------------- | ------------------------------------------------------------------------------------------------- |
| 1/1     | Wassertankanhänger 300 l                                | Ah. A 1/1                                                  |                                                                                                   |
| 1/2     | Anhänger für 24 Einheitsbehälter                        | Ah. A 1/2                                                  |                                                                                                   |
| 1/3     | Anhänger für Drahtfernschaltung                         | Ah. A 1/3                                                  |                                                                                                   |
| 1/9     | Fasstransport-Anhänger                                  | Fasstransport-Anh. (Ah. A 1/9)                             | Transport von zwei Schmierstoff-Fässern                                                           |
| 1/10    | Prüfanhänger 293                                        | Ah. A 1/10                                                 |                                                                                                   |
| 1/20    | Tragkraftspritzenanhänger (TSA)                         | Ah. A 1/20                                                 |                                                                                                   |
| 1/22    | Kompressoranhänger für I-Dienst                         | Ah. A 1/22                                                 |                                                                                                   |
| 1/23    | Luftschaumspritze (LS II - Va)                          | Ah. A 1/23                                                 | Einsatz bei der Luftwaffe auf Flugplätzen                                                         |
| 2/1     | Flugbetriebsstoff-Kesselwagen-Anhänger                  | Fl. K. Anh. (Ah. B 2/1)                                    |                                                                                                   |
| 2/3     | Wassertankanhänger 2400 l                               | Ah. 2/3                                                    |                                                                                                   |
| 13      | Anhänger (1 achs.) für Motorboot                        | Ah. 13                                                     | später geändert in Sd. Ah. 13, zum Transport des 100 PS Motorboot 28 oder des 100 PS Motorboot 41 |
| 51      | Beleuchtungsanhänger (Modell 1928)                      | Ah. 51                                                     | Reichswehr, Nummer später neu vergeben                                                            |
| 51      | Beleuchtungsanhänger (2 achs.)                          | Ah. 51                                                     | Luftwaffe, zur Stromerzeugung für Flugplatzbeleuchtung                                            |
| 301     | Anhänger (1 achs.) für Tankspritze                      | Ts. Anh. (1 achs.) (Ah. 301)                               | Transport von Schläuchen und Ausrüstung                                                           |
| 302     | Anhänger (1 achs.) für Schlauchtender                   | St. Anh. (1 achs.) (Ah. 302)                               | Transport von Schläuchen, gerät und einer Tragkraftspritze                                        |
| 310     | Anhänger (A 1), 0,5 t, offen                            | Anh. (A 1) 0,5 t offen (Ah. 310)                           | aufgebaut auf dem Fahrgestell A 1                                                                 |
| 310/1   | Wasseranhänger                                          | Ah. 310/1                                                  | später umbenannt in Ah. 1/1                                                                       |
| 311     | Anhänger (A 2) 1 t, offen                               | Anh. (A 2) 1 t, offen (Ah. 311)                            | aufgebaut auf dem Fahrgestell A 2                                                                 |
| 312     | Anhänger (B 2) 3 t, offen                               | Anh. (B 2) 3 t, offen (Ah. 312)                            | aufgebaut auf dem Fahrgestell B 2                                                                 |
| 313     | Anhänger (B 3) 4,5 t, offen                             | Anh. (B 3) 4,5 t, offen (Ah. 313)                          | aufgebaut auf dem Fahrgestell B 3                                                                 |
| 322     | Anhänger (A 2) 0,75 t, geschlossen                      | Anh. (A 2) 0,75 t, geschl. (Ah. 322)                       | aufgebaut auf dem Fahrgestell A 2                                                                 |
| 322/1   | kleiner E–Wagenanhänger                                 | kl. E-Wagen-Anh. (Ah. 322/1)                               | zum Aufladen von Sammlern und zur Stromversorgung                                                 |
| 322/2   | Landescheinwerfer-Anhänger (Gl 1500)                    | Landescheinw. Anh. (Gl 1500) (Ah. 322/2)                   | zur Beleuchtung von Landebahnen oder Landestreifen                                                |
| 322/3   | Landescheinwerfer-Anhänger (Hg LL 150)                  | Landescheinw. Anh. (Hg LL 150) (Ah. 322/3)                 | zur Beleuchtung von Landebahnen oder Landestreifen                                                |
| 322/11  | Anhänger für Bordgerät-Lagerteile                       | Anh. für Bord-Ger. Lagerteile (Ah. 322/11)                 |                                                                                                   |
| 350     | Anhänger (B 2) 3 t, geschlossen                         | Anh. (B 3), 3 t (geschl.) (Ah. 350)                        |                                                                                                   |
| 350/7   | Fernsprechvermittlungs-Anhänger                         | Fspr. Verm. Anh. (Ah. 350/7)                               |                                                                                                   |
| 350/32  | Leuchtfeuer-Anhänger                                    | Leu. Feu. Anh. (Ah. 350/32)                                |                                                                                                   |
| 350/42  | Prüf- und Wartungs-Anhänger für Bordfunk- und Peilgerät | Prüf- und Wart. Anh. f. Bordfu. und Peil-Ger. (Ah. 350/42) |                                                                                                   |
| 350/44  | Anhänger für Bordfunkgeräte-Lagerteile                  | Anh. für Bordfu. Ger. Lagerteile (Ah. 350/44)              |                                                                                                   |
| 350/62  | Wartungs-Anhänger für Waffen und Abwurfgerät            | Wart. Anh. für Waf. und Abw. Gerät (Ah. 350/62)            |                                                                                                   |
| 350/63  | Werkstatt-Anhänger I für Fliegerverbände                | Werkst. Anh. I für Fl. Verb. (Ah. 350/63)                  |                                                                                                   |
| 350/67  | Flugbetriebs-Anhänger                                   | Flug Betrb. Anh. (Ah. 350/67)                              |                                                                                                   |
| 350/70  | Röntgen-Schirmbildauswerteanhänger                      | Röntgen-Schirmb. Ausw. Anh. (Ah. 350/70)                   |                                                                                                   |
| 350/71  | Röntgen-Schirmbildgerätanhänge                          | Röntgen-Schirmb. Ger. Anh. (Ah. 350/71)                    |                                                                                                   |
| 350/73  | F U-Meßgerät-Anhänger                                   | F U-Mess Ger. Anh. (Ah. 350/73)                            |                                                                                                   |
| 350/75  | Lagerwagen für Abwurfwaffen                             | Lagerw. für Abw. Waf. (Ah. 350/75)                         |                                                                                                   |
| 350/76  | Lagerwagen für Schusswaffen                             | Lagerw. für Schusswaf.<be />(Ah. 350/76)                   |                                                                                                   |
| 350/77  | Lager- und Ersatzteilwagen für Waffenwerkstatt          | Lager- und Ersatzteilw. f. Waf. Werkstatt (Ah. 350/77)     |                                                                                                   |
| 350/80  | großer E-Wagenanhänger                                  | gr. E-Wagen-Anh. (Ah. 350/80)                              |                                                                                                   |
| 350/83  | Anhänger für Entgiftungsgerät-Kraftwagen                | Anh. f. Entgift. Ger. Kw. (Ah. 350/83)                     |                                                                                                   |
| 350/99  | Sauerstoffumfüllanhänger                                | Ah. 350/99                                                 |                                                                                                   |
| 363     | Anhänger (B 3) 4,5 t, geschlossen                       | Anh. (B 3) 4,5 t geschl. (Ah. 363)                         |                                                                                                   |
| 363/1   | Anhänger I für Bildbearbeitung                          | Anh. I für Bild-Bearb (Ah. 363/1)                          |                                                                                                   |
| 363/2   | Anhänger II für Bildbearbeitung                         | Anh. II für Bild-Bearb (Ah. 363/2)                         |                                                                                                   |
| 447     | Navigations-Funkpeilanhänger (2 achs.)                  | Nav. Fupeil-Anh. (2 achs) (Ah. 447)                        | ab 1. Oktober 1940, vorher Sd. Ah. 468                                                            |
| 454     | Flugbetriebsstoff-Kesselwagen als Anhänger              | Fb. K. Anh. (Ah. 454)                                      | ab 1. Oktober 1940, vorher Sd. Ah. 454                                                            |
| 468     | Fernsprech-Vermittlungsanhänger (2 achs.)               | Fsp. Verm. Anh. (2 achs.) (Ah. 468)                        | ab 1. Oktober 1940, vorher Sd. Ah. 468                                                            |
| 469     | Fernschreib-Anschlußanhänger (2achs.)                   | Fschrb. Anschl. anh. (2 achs) (Ah. 469)                    | ab 1. Oktober 1940, vorher Sd. Ah. 469                                                            |
| 470     | Funkanhänger (Kzw/Lgw) (2achs.)                         | Fu. Anh. (Kzw. / Lgw.) (2 achs.) (Ah. 470)                 | ab 1. Oktober 1940, vorher Sd. Ah. 470                                                            |
| 471     | Betriebsfunkempfangsanhänger (2achs.)                   | Betr. Fu. Empf. Anh. (2 achs.) (Ah. 471)                   | ab 1. Oktober 1940, vorher Sd. Ah. 471                                                            |
| 472     | leichter Leuchtfeueranhänger (2achs.)                   | l. Leu. Feu. Anh. (2 achs.) (Ah. 472)                      | ab 1. Oktober 1940, vorher Sd. Ah. 472                                                            |
| 473     | mittlerer Leuchtfeueranhänger (2achs.)                  | m. Leu. Feu. Anh. (2 achs.) (Ah. 473)                      | ab 1. Oktober 1940, vorher Sd. Ah. 473                                                            |

### Sonderanhänger (Sd. Ah.)
| Ah.-Nr. | Bezeichnung | Abkürzung                                                                         | Verwendung/Bemerkung/Bild               |
| ------- | --- | --------------------------------------------------------------------------------- | --------------------------------------- |
|         | Fahrradanhänger gem. Beschreibung D.(Luft) T. 8800-5 (ohne besondere Anhänger-Nummer) für Luftlandetruppen als zerlegbare Variante zum Abwurf |                                                                                   |                                         |
| 1       | Anhänger (1 achs.) für leichte und mittlere Lasten, ursprünglich Reichswehr, Nummer für leichte Anhänger 1942 neu vergeben. Diverse Varianten, a) basierend auf Technik des Infanteriekarren If.8 b) basierend auf einem Leichtbaurahmen-Chassis der Luftwaffe |                                                                                   |                                         |
| 1       | Anhänger (1 achs.) für kleines Kettenkraftrad | Sd. Ah. 1                                                                         |                                         |
| 1/1     | Anhänger (1 achs.) für kleines Kettenkraftrad für Feldfernkabel | Sd. Ah. 1/1                                                                       |                                         |
| 1/2     | Anhänger (1 achs.) für kleines Kettenkraftrad für schweres Feldkabel | Sd. Ah. 1/2                                                                       |                                         |
| 2       | Anhänger (1 achs.) für 110 cm Scheinwerfer |                                                                                   | Nummer später gestrichen                |
| 3       | Anhänger (1 achs.) für leichte Lasten | Sd. Ah. 3                                                                         |                                         |
| 4       | Anhänger (1 achs.) für mittlere oder schwere Lasten | Sd. Ah. 4                                                                         |                                         |
| 5       | Anhänger (1 achs.) für Artilleriemunition | Sd. Ah. 5                                                                         |                                         |
| 7       | Anhänger (1 achs.) für Nebelwerfermunition | Sd. Ah. 7                                                                         |                                         |
| 8       | Anhänger (1 achs.) für Veterinärgerät | Sd. Ah. 8                                                                         |                                         |
| 11      | Anhänger (1 achs.) für Entseuchung mit Brausevorrichtung | Sd. Ah. 11                                                                        |                                         |
| 13      | Anhänger (1 achs.) für Motorboot | Sd. Ah. 13                                                                        |                                         |
| 14      | Anhänger (1 achs.) für Brückengerät |                                                                                   | Reichswehr, Nummer später neu vergeben  |
| 14      | Anhänger (1 achs.) für Abschleppzwecke | Sd. Ah. 14                                                                        |                                         |
| 15      | Anhänger (1 achs.) für Fährseil | Sd. Ah. 15                                                                        |                                         |
| 20      | Anhänger (1 achs.) für Erdkabel | Sd. Ah. 20                                                                        |                                         |
| 21      | Anhänger (1 achs.) für Telegraphenbau | Sd. Ah. 21                                                                        | Nummer 1939 neu vergeben                |
| 21      | Anhänger (1 achs.) für Fernsprechbau | Sd. Ah. 21                                                                        |                                         |
| 22      | Acetylen-Erzeugungs-Anhänger | Azethyl. Erz. Anh. (Sd. Ah. 22)                                                   |                                         |
| 23      | Anhänger (1 achs.) für Sammlerladegerät D | Sd. Ah. 23                                                                        |                                         |
| 23/1    | Anhänger (1 achs.) für Maschinensatz 220/65 V, 4,5/1,3 kW | Sd. Ah. 23/1                                                                      |                                         |
| 23/2    | Anhänger (1 achs.) für Maschinensatz F | Sd. Ah. 23/2                                                                      |                                         |
| 24      | schwerer Maschinensatz A als Anhänger (1 achs.), fahrbar | Sd. Ah. 24                                                                        |                                         |
| 25      | Anhänger (1 achs.) für Feldfernkabel | Sd. Ah. 25                                                                        | - Muster I - Muster II                  |
| 25/1    | Anhänger (1 achs.) für Maschinensatz | Sd. Ah. 25/1                                                                      |                                         |
| 25/2    | Anhänger (1 achs.) für Nachrichtengerät | Sd. Ah. 25/2                                                                      |                                         |
| 25/3    | Beleuchtungsanhänger N (1 achs.) | Bel. Anh. K. (1 achs.) (Sd. Ah. 25/3)                                             |                                         |
| 25/4    | Nachschubanhänger (1 achs.) | Sd. Ah. 25/4                                                                      |                                         |
| 26      | Anhänger (1 achs.) für Führungsfernkabel | Sd. Ah. 26                                                                        |                                         |
| 28      | Peilanhänger (1 achs.) | Peilanh. (1 achs.) (Sd. Ah. 28)                                                   |                                         |
| 29      | Anhänger (1 achs.) für gepanzerten Munitionsschlepper | Sd. Ah. 29                                                                        |                                         |
| 30      | Wassertankanhänger (1 achs.) | Sd. Ah. 30                                                                        |                                         |
| 31      | Anhänger (1 achs.) für Munition | Sd. Ah. 31                                                                        |                                         |
| 31/1    | Anhänger (1 achs.) für Munition (7,5 cm StuK 40) | Sd. Ah. 31/1                                                                      |                                         |
| 32      | Anhänger (1 achs.) für Munition | Sd. Ah. 32                                                                        |                                         |
| 32/1    | Anhänger (1 achs.) für Munition (7,5 cm) | Sd. Ah. 32/1                                                                      |                                         |
| 32/2    | Anhänger (1 achs.) für schwere Panzerbüchse 41 | Sd. Ah. 32/2                                                                      |                                         |
| 32/3    | Anhänger (1 achs.) für schwere Panzerbüchse 41 | Sd. Ah. 32/3                                                                      |                                         |
| 33      | Anhänger (1 achs.) für Nebelwerfermunition | Sd. Ah. 33                                                                        |                                         |
| 34      | Anhänger (1 achs.) für Entgiftung | Sd. Ah. 34                                                                        |                                         |
| 35      | Teigknetanhänger (1 achs.) | Sd. Ah. 35                                                                        |                                         |
| 36      | Anhänger (1 achs.) für leichten Ladungsschlepper | Sd. Ah. 36                                                                        |                                         |
| 40      | Panzerbergeanker als Anhänger (1 achs.) | Sd. Ah. 40                                                                        |                                         |
| 46      | Anhänger (1 achs.) schmalspurig | Sd. Ah. 46                                                                        |                                         |
| 51      | Sonderanhänger (1 achs.) | Sd. Ah. 51                                                                        | - Mit 2-cm-Flak 30 - Mit 2-cm-Flak 38   |
| 52      | Sonderanhänger (1 achs.) | Sd. Ah. 52                                                                        | - Mit 2-cm-Flak-Vierling 38             |
| 53      | Sonderanhänger (1 achs.) | Sd. Ah. 53                                                                        |                                         |
| 54      | Sonderanhänger (1 achs.) | Sd. Ah. 54                                                                        |                                         |
| 55      | v0–Meßanhänger (1 achs.) | Sd. Ah. 55                                                                        |                                         |
| 56      | Sonderanhänger (1 achs.) | Sd. Anh. (1 achs.) (Sd. Ah. 56)                                                   |                                         |
| 57      | Sonderanhänger (1 achs.) | Sd. Anh. (1 achs.) (Sd. Ah. 57)                                                   |                                         |
| 58      | Sonderanhänger (1 achs.) | (Sd. Ah. 58)                                                                      |                                         |
| 101     | Sonderanhänger | Sd. Ah. 101                                                                       |                                         |
| 102     | Sonderanhänger | Sd. Ah. 102                                                                       |                                         |
| 103     | Anhänger (mehrachs.) für mittlere und schwere Lasten | Sd. Ah. 103                                                                       |                                         |
| 104     | Sonderanhänger 104 | Sd. Ah. 104                                                                       |                                         |
| 105     | Backanhänger | Sd. Ah. 105                                                                       |                                         |
| 106     | Backanhänger | Sd. Ah. 106                                                                       |                                         |
| 107     | Großkühlbehälteranhänger | Sd. Ah. 107                                                                       |                                         |
| 108     | Anhänger für Sturmboot | Sd. Ah. 108                                                                       |                                         |
| 109     | leichter Vermessungsanhänger | Sd. Ah. 109                                                                       |                                         |
| 109/1   | leichter Kartendruckanhänger | Sd. Ah. 109/1                                                                     |                                         |
| 109/2   | Kartenzeichenanhänger | Sd. Ah. 109/2                                                                     |                                         |
| 109/3   | Bildstellenanhänger | Sd. Ah. 109/3                                                                     |                                         |
| 109/4   | Bildmeßanhänger | Sd. Ah. 109/4                                                                     |                                         |
| 109/5   | Bildkartieranhänger | Sd. Ah. 109/5                                                                     |                                         |
| 109/6   | Dunkelkammeranhänger | Sd. Ah. 109/6                                                                     |                                         |
| 109/7   | Vermessungsauswerteanhänger | Sd. Ah. 109/7                                                                     |                                         |
| 109/8   | Werkstattanhänger für Feinmechaniker | Sd. Ah. 109/8                                                                     |                                         |
| 109/9   | Buchbinderanhänger | Sd. Ah. 109/9                                                                     |                                         |
| 109/10  | leichter Kartenreproduktionsanhänger I | Sd. Ah. 109/10                                                                    |                                         |
| 109/11  | leichter Kartenreproduktionsanhänger II | Sd. Ah. 109/11                                                                    |                                         |
| 109/12  | leichter Buchdruckanhänger | Sd. Ah. 109/12                                                                    |                                         |
| 109/13  | Lichtpausanhänger | Sd. Ah. 109/13                                                                    |                                         |
| 109/14  | leichter Kopieranhänger | Sd. Ah. 109/14                                                                    |                                         |
| 111     | Anhänger für Bockbrückengerät |                                                                                   | Reichswehr, Nummer später neu vergeben  |
| 111     | schwerer Vermessungsanhänger (2 achsig.) | Sd. Ah. 111                                                                       |                                         |
| 111/1   | schwerer Reproduktionsanhänger | Sd. Ah. 111/1                                                                     |                                         |
| 111/2   | schwerer Kopieranhänger | Sd. Ah. 111/2                                                                     |                                         |
| 111/3   | schwerer Kartendruckanhänger | Sd. Ah. 111/3                                                                     |                                         |
| 111/4   | schwerer Schriftsetzereianhänger | Sd. Ah. 111/4                                                                     |                                         |
| 111/5   | schwerer Buchdruckanhänger | Sd. Ah. 111/5                                                                     |                                         |
| 112     | Anhänger für Pontonbrückengerät | Sd. Ah. 112                                                                       |                                         |
| 113     | Anhänger (3 achs.) 8t für Langgerät | Sd. Ah. 113                                                                       |                                         |
| 115     | Tiefladeanhänger für Panzerkampfwagen 10t | Sd. Ah. 115                                                                       |                                         |
| 116     | Tiefladeanhänger für Panzerkampfwagen 22t | Tiefld. Anh. f. s. Pz. Kpfw. (Sd. Ah. 116)                                        |                                         |
| 118     | Tiefladeanhänger für Panzerkampfwagen 45 t | Sd. Ah. 118                                                                       |                                         |
| 119     | Anhänger (2 achs.) für 100 PS Motorboot 43 | Sd. Ah. 119                                                                       |                                         |
| 120     | Anhänger (2 achs.) für 250 PS Motorboot 42 | Sd. Ah. 120                                                                       |                                         |
| 121     | Tiefladeanhänger für Panzerkampfwagen 60 t | Sd. Ah. 121                                                                       |                                         |
| 127     | Anhänger (2 achs.) für 30 m Kurbelmast | Sd. Ah. 127                                                                       |                                         |
| 141     | Anhänger (mehachs.) für Pionier-Landungsboot 41 | Sd. Ah. 141                                                                       |                                         |
| 151     | Anhänger für Tragflächen | Sd. Ah. 151                                                                       |                                         |
| 201     | Sonderanhänger | Sd. Ah. 201                                                                       |                                         |
| 202     | Sonderanhänger | Sd. Ah. 202                                                                       |                                         |
| 203     | Sonderanhänger | Sd. Ah. 203                                                                       |                                         |
| 204     | Sonderanhänger | Sd. Ah. 204                                                                       |                                         |
| 205     | Anhänger (2 achs.) Rohrwagen für 10,5 cm Flak 39 | Sd. Ah. 205                                                                       |                                         |
| 206     | Sonderanhänger | Sd. Ah. 206                                                                       |                                         |
| 220     | Sonderanhänger | Sd. Ah. 220                                                                       |                                         |
| 319     | Anhänger für Fla-Rakete Wasserfall | Sd. Ah. 319                                                                       |                                         |
| 401     | Feldküche als Anhänger (1 achs.) | Sd. Ah. 401                                                                       |                                         |
| 402     | Anhänger (1 achs.) für Befehlsstelle | Sd. Ah. 402                                                                       |                                         |
| 411     | Anhänger (3 achs.) für Bildbearbeitung I | Sd. Ah. 411                                                                       |                                         |
| 412     | Anhänger (3 achs.) für Bildbearbeitung II | Sd. Ah. 412                                                                       |                                         |
| 413     | Wassertankanhänger (1 achs.) | Sd. Ah. 413                                                                       |                                         |
| 422     | Navigations-Funkpeilanhänger (1achs.) | Sd. Ah. 422                                                                       |                                         |
| 427     | Prüf- und Wartungsanhänger für Bordfunk- und Peilgerät | Sd. Ah. 427                                                                       |                                         |
| 428     | Anhänger für Bordfunkgerät | Sd. Ah. 428                                                                       |                                         |
| 429     | Anhänger für Bordfunkgerät | Sd. Ah. 429                                                                       |                                         |
| 447     | Navigations-Funkpeilanhänger (2 achs.) |                                                                                   | ab 1. Oktober 1940 umbenannt in Ah. 447 |
| 450     | Anhänger für Tragflächen 6 m | Sd. Ah. 450                                                                       |                                         |
| 451     | Anhänger für Tragflächen 10 m | Sd. Ah. 451                                                                       |                                         |
| 454     | Flugbetriebsstoff-Kesselwagen als Anhänger |                                                                                   | ab 1. Oktober 1940 umbenannt in Ah. 454 |
| 458     | Anhänger (mehrachs.) für Waffen u. Abwurfgerät | Sd. Ah. 458                                                                       |                                         |
| 459     | Anhänger (mehrachs.) für Waffen u. Abwurfgerät | Sd. Ah. 459                                                                       |                                         |
| 461     | Bogenlichtscheinwerfer G 60 mit Maschinensatz und Zubehör auf Anhänger B 2 | Bogenl. Scheinw. G 60 m. Masch. Satz und Zubeh. auf Anh. B 2 fahrb. (Sd. Ah. 461) |                                         |
| 468     | Fernsprechvermittlungsanhänger (2achs.) |                                                                                   | ab 1. Oktober 1940 umbenannt in Ah. 468 |
| 469     | Fernschreibanschlussanhänger (2achs.) |                                                                                   | ab 1. Oktober 1940 umbenannt in Ah. 469 |
| 470     | leichter Funkanhänger (Kzw/Lgw) (2achs.) |                                                                                   | ab 1. Oktober 1940 umbenannt in Ah. 470 |
| 471     | Betriebs-Funkempfangsanhänger (2achs.) |                                                                                   | ab 1. Oktober 1940 umbenannt in Ah. 471 |
| 472     | leichter Leuchtfeueranhänger (2achs.) |                                                                                   | ab 1. Oktober 1940 umbenannt in Ah. 472 |
| 473     | mittlerer Leuchtfeueranhänger (2achs.) | Sd. Ah. 473                                                                       |                                         |
| 475     | Anhänger (mehrachs.) für Stromversorgung | Sd. Ah. 475                                                                       |                                         |

### Versuchsanhänger
| Ah.-Nr. | Bezeichnung                                         | Abkürzung   | Verwendung/Bemerkung/Bild |
| ------- | --------------------------------------------------- | ----------- | ------------------------- |
| 642     | Tiefladeanhänger Typ Ba 64 für Panzerkampfwagen 20t | Vs. Ah. 642 |                           |

## Anhänger ohne Nummern

### 1 achsig
| Bezeichnung                                                                                        | Abkürzung                                                                    | Verwendung/Bemerkung/Bild                                         |
| -------------------------------------------------------------------------------------------------- | ---------------------------------------------------------------------------- | ----------------------------------------------------------------- |
| Abschussplattform Anhänger (1 achs.)                                                               | für Bodenanlage Fernraketen                                                  |                                                                   |
| Anhänger–Fahrgestell (1 achs.) 900 kg, Baumuster 1941                                              |                                                                              |                                                                   |
| Anhänger–Fahrgestell (1 achs.) 900 kg, Baumuster 1942                                              |                                                                              |                                                                   |
| Anhängerfahrgestell (1-achs.) 1500 kg, Baumuster 41                                                |                                                                              |                                                                   |
| Anhänger–Fahrgestell (1 achs.) 1900 kg Baumuster 41                                                |                                                                              |                                                                   |
| Anhänger–Fahrgestell (1 achs.) gl 600 kg                                                           |                                                                              |                                                                   |
| Anhänger–Fahrgestell (1 achs.) gl 900 kg Baumuster 1942                                            |                                                                              |                                                                   |
| Anhänger–Fahrgestell (1 achs.) gl 1500 kg                                                          |                                                                              |                                                                   |
| Anhänger–Fahrgestell (1 achs.) gl 2200 kg                                                          |                                                                              |                                                                   |
| Anhänger–Fahrgestell A 1, (1 achs.) zerlegbar                                                      |                                                                              |                                                                   |
| Anhänger (1 achs.) für 32 Einheitsbehälter für Kraftstoff oder Wasser                              |                                                                              |                                                                   |
| Anhänger (1 achs.) für 200 Liter Kraftstoff-Faß                                                    |                                                                              |                                                                   |
| Anhänger (1 achs.) für 2 × 200 Liter Kraftstoff-Faß                                                |                                                                              |                                                                   |
| Anhänger (1 achs.) für Abwurfwaffen                                                                |                                                                              |                                                                   |
| Anhänger (1 achs.) für M. S.-Boot (o)                                                              |                                                                              |                                                                   |
| Anhänger für Räudegaszellen                                                                        |                                                                              |                                                                   |
| Anhänger (1 achs.) für Schlauchtender                                                              |                                                                              |                                                                   |
| Anhänger 1 (1 achs.) für schweren Ladungswerfer                                                    | für schweren Ladungswerfer genutzt für Einzelteiles des Werfers und Munition | - Anhänger unbeladen - Anhänger mit Gerät - Anhänger mit Munition |
| Anhänger 2 (1 achs.) für schweren Ladungswerfer                                                    | für schweren Ladungswerfer genutzt für Einzelteiles des Werfers und Munition | - Anhänger unbeladen - Anhänger mit Munition                      |
| Anhänger 3 (1 achs.) für schweren Ladungswerfer                                                    |                                                                              |                                                                   |
| Anhänger (1 achs.) für schweres Langmaterial (o)                                                   |                                                                              |                                                                   |
| Anhänger (1 achs.) für Tankspritze                                                                 |                                                                              |                                                                   |
| Anhänger (1 achs.) für Tragkraftspritze (o)                                                        |                                                                              |                                                                   |
| Anhänger (1 achs.) mit geschlossenem Aufbau (o)                                                    |                                                                              |                                                                   |
| Anhänger (1 achs.) mit Masch. Satz 220/380 V (Drehstrom) 10 KVA (o)                                |                                                                              |                                                                   |
| Anhänger (1 achs.) offen (o)                                                                       |                                                                              |                                                                   |
| Anhänger (1 achs.) zerlegbar                                                                       |                                                                              |                                                                   |
| Anlassgerät (Benzinelektroaggregat) 600 W auf Karren, zerlegbar                                    |                                                                              |                                                                   |
| Aufholwagen für Do 18 und Do-Wal                                                                   |                                                                              |                                                                   |
| Auslegeanhänger für Steckerfernkabel (StFK)                                                        |                                                                              |                                                                   |
| Betonmischmaschine 250 l als Anhänger (1 achs.) fahrbar                                            |                                                                              |                                                                   |
| Bootsslip- und Transportwagen für Fl C IV Boote                                                    |                                                                              |                                                                   |
| BS-Antennen-Anhänger (1 achs.)                                                                     | für Bodenanlage Fernraketen                                                  |                                                                   |
| CO2 Löschgerät auf Anhängerfahrgestell A 1                                                         |                                                                              |                                                                   |
| Dampfkessel als Anhänger (1 achs.) fahrbar                                                         |                                                                              |                                                                   |
| Dieseleisbereiter 40 als Anhänger (1 achs.) fahrbar                                                |                                                                              |                                                                   |
| Einheits-Einachs-Anhänger Typ B für 30 cm Nebelwerfer 42                                           |                                                                              |                                                                   |
| Elektro-Maschinensatz II auf Anhängerfahrgestell A 1                                               |                                                                              |                                                                   |
| Elektro-Maschinensatz III sowie EVZ 6 d 220/380 & EVZ 8 w 220 auf Anhängerfahrgestell A 1          |                                                                              |                                                                   |
| Entgiftungs-Pflug                                                                                  | Eg. Pflug                                                                    |                                                                   |
| Fahrradanhänger, abwerfbar                                                                         |                                                                              |                                                                   |
| Fasstransportwagen                                                                                 |                                                                              |                                                                   |
| Feldküche des Reichsarbeitsdienstes (RAD)                                                          |                                                                              |                                                                   |
| Flachbohrgerät Typ C als Anhänger (1 achs.) fahrbar                                                |                                                                              |                                                                   |
| Flachbohrgerät Typ D als Anhänger (1 achs.) fahrbar                                                |                                                                              |                                                                   |
| Flader-Anlaßgerät auf Anhängerfahrgestell A 1                                                      |                                                                              |                                                                   |
| Förderband 8 m lg. als Anhänger (1 achs.) fahrbar, Bauausführung Fredenhagen                       | Förderband Fredenhagen                                                       |                                                                   |
| Förderband 8 m lg. als Anhänger (1 achs.) fahrbar, Bauausführung Heid                              |                                                                              |                                                                   |
| Förderband 8 m lg. als Anhänger (1 achs.) fahrbar, Bauausführung MUT                               |                                                                              |                                                                   |
| Förderband 8 m lg. als Anhänger (1 achs.) fahrbar, Bauausführung Stöhr                             |                                                                              |                                                                   |
| großer Drucklufterzeuger als Anhänger (1 achs.) fahrbar                                            |                                                                              |                                                                   |
| großer Drucklufterzeuger 34 als Anhänger (1 achs.) fahrbar                                         |                                                                              |                                                                   |
| große Feldküche (Kzg.)                                                                             |                                                                              |                                                                   |
| Hubgerät 1,5 t Herkules I                                                                          |                                                                              |                                                                   |
| Hubgerät 2,5 t Herkules II                                                                         |                                                                              |                                                                   |
| Hubgerät 5,0 t Herkules III                                                                        |                                                                              |                                                                   |
| Kabelpflug als Anhänger (1 achs.) fahrbar                                                          |                                                                              |                                                                   |
| Kleiner Kabeltrommel-Anhänger (1 achs.)                                                            | für Bodenanlage Fernraketen                                                  |                                                                   |
| Kompensierwagen für Do 18 und Do-Wal                                                               |                                                                              |                                                                   |
| Kompensierwagen für Schwimmerflugzeuge bis 4 t                                                     |                                                                              |                                                                   |
| Kompressoranlage für 150 Atm., fahrbar (alte Ausführung)                                           |                                                                              |                                                                   |
| Kühlmittelwärmewagen, 300 l Inhalt, als Anhänger, fahrbar (alte Ausführung)                        | Kühlmittelw., Wagen 300 l Inhalt, als Anh. auf A 1 Fahrgest.                 | alte Ausführung                                                   |
| Kühlmittelwärmewagen, 300 l Inhalt, als Anhänger fahrbar auf Anhängerfahrgestell A 1               | Kühlmittelw., Wagen 300 l Inhalt, als Anh. auf A 1 Fahrgest.                 | neue Ausführung                                                   |
| leichter Sprühanhänger                                                                             |                                                                              |                                                                   |
| Lichtbogen-Schweißmaschinensatz Typ KD 115Z / GS 114p auf Anhängerfahrgestell (1 achs.) 1500 kg    |                                                                              |                                                                   |
| Lichtbogen-Schweißmaschinensatz Typ Kopol 250D spez. auf Anhängerfahrgestell (1 achs.) 1500 kg     |                                                                              |                                                                   |
| LS-Antennen-Anhänger (1 achs.)                                                                     | für Bodenanlage Fernraketen                                                  |                                                                   |
| LS-Kontroll-Anhänger (1 achs.)                                                                     | für Bodenanlage Fernraketen                                                  |                                                                   |
| M-Transportwagen                                                                                   |                                                                              |                                                                   |
| Magirusleiter als Anhänger (1 achs.) fahrbar                                                       |                                                                              |                                                                   |
| Maschinen-Bohrgerät, fahrbar, bis 30 m Tiefe                                                       |                                                                              |                                                                   |
| Maschinensatz (Benzol) 110/220 V (=) etwa 24 kW als Anhänger (1 achs.) fahrbar                     |                                                                              |                                                                   |
| Maschinensatz 110 V etwa 16,5 KW                                                                   |                                                                              |                                                                   |
| Maschinensatz 110/220 Volt, etwa 24 Kilowatt als Anhänger (1 achs.) fahrbar                        |                                                                              |                                                                   |
| Maschinensatz 220 V (Wechselstrom) 15/18 kVA                                                       |                                                                              |                                                                   |
| Maschinensatz 220 Volt, 6,5 Kilowatt als Anhänger (1 achs.) fahrbar                                |                                                                              |                                                                   |
| Maschinensatz 220 Volt (Wechselstrom) 15/18 kVA als Anhänger (1 achs.) fahrbar, für Sanitätszwecke |                                                                              |                                                                   |
| Maschinensatz 220/380 Volt (Drehstrom) 7,5 kVA, als Anhänger (1 achs.) fahrbar                     |                                                                              |                                                                   |
| Maschinensatz 220/380 V (Drehstrom) 15 kVA als Anhänger (1 achs.) fahrbar                          |                                                                              |                                                                   |
| Maschinensatz 220/380 V (Drehstrom) 25 kVA als Anhänger (1 achs.) fahrbar                          |                                                                              |                                                                   |
| Maschinensatz 220/380 V (Drehstrom), etwa 30 kVA, als Anhänger (1 achs.) fahrbar                   |                                                                              |                                                                   |
| Maschinensatz 220/380 V (Drehstrom) 36 kVA als Anhänger (1 achs.) fahrbar                          |                                                                              |                                                                   |
| Motoren-Anwärmer 38, fahr- und tragbar, auf A 1 Fahrgestell (auch für Zeltbeheizung)               | Motoranw. 38, fahr- und tragbar auf A 1 Fahrgest. (auch f. Zeltbeh.)         |                                                                   |
| Motorspritze als Anhänger (1 achs.) fahrbar                                                        |                                                                              |                                                                   |
| Munitionstransportwagen                                                                            |                                                                              |                                                                   |
| Ölanwärme- und Reinigungsgerät auf Anhängerfahrgestell A 1                                         |                                                                              |                                                                   |
| Öltankwagen mit Handbetrieb, 300 l Inhalt, als Anhänger fahrbar                                    | Öltankw. mit Handbetr., 300 l Inhalt als anh. auf A 1 Fahrgest.              | alte Ausführung                                                   |
| Öltankwagen mit Handbetrieb, 300 l Inhalt, als Anhänger, fahrbar (neue Ausführung)                 | Öltankw. mit Handbetr., 300 l Inhalt als anh. auf A 1 Fahrgest.              | alte Ausführung                                                   |
| Pumpen-Anhänger Typ A (1 achs.)                                                                    | für Bodenanlage Fernraketen                                                  |                                                                   |
| Schlauchtenderanhänger auf Anhängerfahrgestell A 1                                                 |                                                                              |                                                                   |
| Schlauchanhänger auf Anhängerfahrgestell A 1                                                       |                                                                              |                                                                   |
| Schleppachse                                                                                       |                                                                              |                                                                   |
| schwerer Maschinensatz I (1 achs.)                                                                 | für Bodenanlage Fernraketen                                                  |                                                                   |
| Streuanhänger (RW)                                                                                 |                                                                              |                                                                   |
| T-Stoff Vorwärmer-Anhänger (1 achs.)                                                               | für Bodenanlage Fernraketen                                                  |                                                                   |
| Tankgerät 250 fahrbar auf Anhängerfahrgestell A 1                                                  | Tank. Ger. 250 auf A 1 Fahrgestell                                           |                                                                   |
| Tanklöschfahrzeug-Anhänger (TLFA/41) auf Anhängerfahrgestell A 1 (vor 1943 TS Ah 2,5a)             |                                                                              |                                                                   |
| Teerspritzgerät 250 l als Anhänger (1 achs.) fahrbar, Modell Alfeld                                | Teerspritzgerät 250 l Alfeld                                                 |                                                                   |
| Teerspritzgerät 250l als Anhänger (1 achs.) fahrbar, Modell Huther                                 | Teerspritzgerät 250 l Huther                                                 |                                                                   |
| Teerspritzgerät 250l als Anhänger (1 achs.) fahrbar, Modell Sinnhoff                               | Teerspritzgerät 250 l Sinnhoff                                               |                                                                   |
| Teerspritzgerät 250l als Anhänger (1 achs.) fahrbar, Modell Reiser                                 | Teerspritzgerät 250 l Reiser                                                 |                                                                   |
| Tragkraftspritzenanhänger 8 (Tgsa 8) Bauart 1937                                                   |                                                                              |                                                                   |
| Tragkraftspritzenanhänger 8 (Tgsa 8) Bauart 1939 auf Anhängerfahrgestell A 1                       |                                                                              | ab 1943 Ah. A 1/20                                                |
| Transportanhänger (1 achs.) für 1-Mann U-Boot Neger                                                |                                                                              |                                                                   |
| Transportkarren für leichten Ladungsträger                                                         |                                                                              |                                                                   |
| Troganhänger auf Anhängerfahrgestell A 1 (gezogen von Kfz. 305/122)                                |                                                                              |                                                                   |
| Umformer-Anhänger 220/380 V auf 27 V                                                               | für Bodenanlage Fernraketen                                                  |                                                                   |
| Verladerampe als Anhänger (1 achs.) fahrbar                                                        |                                                                              |                                                                   |
| Waldbrandgerätewagen-Anhänger (WB Ah) auf Anhängerfahrgestell A 1                                  |                                                                              |                                                                   |
| Warmwasseranhänger auf Anhängerfahrgestell A 1                                                     |                                                                              |                                                                   |
| Wasseranhänger 1000 Liter                                                                          |                                                                              |                                                                   |

### 2 achsig
| Bezeichnung                                                                          | Abkürzung                                      | Verwendung/Bemerkung/Bild |
| ------------------------------------------------------------------------------------ | ---------------------------------------------- | ------------------------- |
| A-Stoff Anhänger 5 (2 achs.)                                                         |                                                |                           |
| A-Stoff Anhänger 6 (2 achs.)                                                         | für Bodenanlage Fernraketen                    |                           |
| Anhänger–Fahrgestell A 2, (2 achs.) 1 t                                              |                                                |                           |
| Anhänger–Fahrgestell B 2, (2 achs.), 3 t                                             |                                                |                           |
| Anhänger (B 2) für Sprengboot                                                        |                                                |                           |
| Anhänger (2 achs.) für Scheinwerfer G 110                                            |                                                |                           |
| Anhänger (2 achs.) für Scheinwerfer G 150                                            |                                                |                           |
| Anhänger (2 achs.) zur Herstellung von Brennholz                                     |                                                |                           |
| Anhänger (2 achs.) zur Herstellung von Wurstkonserven                                |                                                |                           |
| Anhänger mit Flakkommandogerät Hazemeyer                                             |                                                |                           |
| Anhänger (mehrachs.) mit geschlossenem Aufbau (o)                                    |                                                |                           |
| Anhänger (mehrachs.) offen (o)                                                       |                                                |                           |
| Anhänger mit Notstromaggregat 12 kVA „Carfaris“-Diesel der Marine                    |                                                |                           |
| Anhänger mit Notstromaggregat 12 kVA „Fimag“-Benzin der Marine                       |                                                |                           |
| Anhänger, schwimmfähig, für den Land-Wasser-Schlepper Fabrikat Kässbohrer            |                                                |                           |
| Anlassgerät (Benzinelektroaggregat) 600 W auf Karren, zerlegbar                      |                                                |                           |
| Betonmischmaschine 250 l als Anhänger (2 achs.) fahrbar, Baumuster Kaiser            |                                                |                           |
| Betonmischmaschine 250 l als Anhänger (2 achs.) fahrbar, Zwangsmischer Sonthofen     | Betonzwangsmischer 250 l, Sonthofen Typ KAD IV |                           |
| Blindgängeranhänger (Sonderaufbau) (A 2)                                             |                                                |                           |
| Bockwagen (Pf. 8)                                                                    | Ab 1939 nur noch von Kraftfahrzeugen gezogen.  |                           |
| Bockwagen (Pf. 10)                                                                   | Ab 1939 nur noch von Kraftfahrzeugen gezogen.  |                           |
| Bootsaufholwagen bis 10 t                                                            |                                                |                           |
| Dampferzeuger, fahrbar                                                               |                                                |                           |
| Drehschürfbohrgerät als Anhänger (2 achs.) fahrbar                                   |                                                |                           |
| Einheitsanhänger (2 achs.) 3 t, Baumuster E 3                                        |                                                |                           |
| Einheitsanhänger (2 achs.) 5 t (o)                                                   | 5 t Anh (mehrachs.) offen (o)                  |                           |
| Einheitsanhänger (2 achs.) 5 t, Baumuster E 5                                        |                                                |                           |
| Einheitsanhänger (2 achs.) 8 t, Baumuster E 8                                        |                                                |                           |
| Einseil-Bohrgreifer-Anlage Type EA 100/2 als Anhänger (2 achs.) fahrbar              |                                                |                           |
| Elektromaschinensatz I (EMS I) auf Fahrgestell A 2                                   |                                                |                           |
| Entgiftungsgeräteanhänger                                                            |                                                |                           |
| Feldballonwinde 39 auf Anhänger (2 achs.), fahrbar                                   |                                                |                           |
| Feldballonwinde 40 auf Anhänger (2 achs.), fahrbar                                   |                                                |                           |
| Flugbetriebsstoff-Kesselwagen-Anhänger                                               |                                                |                           |
| FR-Transportanhänger Vidal (2 achs.)                                                 |                                                |                           |
| Funksende-Empfangsgerät FuSE 62 auf Fahrgestell A 2                                  |                                                |                           |
| Hydraulisches Beladegerät LWC 500 IX                                                 |                                                |                           |
| Hydraulisches Hubgerät LWC 2000, fahrbar                                             |                                                |                           |
| Hydraulisches Hubgerät LWC 2500, fahrbar                                             |                                                |                           |
| Kabeltrommelanhänger (2 achs.)                                                       | für Bodenanlage Fernraketen                    |                           |
| Kompressoranlage für 150 Atm., fahrbar auf Fahrgestell A 2                           |                                                |                           |
| Kühlanhänger (mehrachs.)                                                             |                                                |                           |
| Langholzanhänger für 6 Auffahrtschinen, leichte Z-Brücke                             |                                                |                           |
| Ladestation-Anhänger Typ B (2 achs.)                                                 | für Bodenanlage Fernraketen                    |                           |
| leichter Bockwagen (Pf. 14)                                                          | Ab 1939 nur noch von Kraftfahrzeugen gezogen.  |                           |
| leichter Pontonwagen (Pf. 15)                                                        | Ab 1939 nur noch von Kraftfahrzeugen gezogen.  |                           |
| Luftverdichter-Anhänger (2 achs.) auf Einheitsanhänger E3                            | für Bodenanlage Fernraketen                    |                           |
| Maschinensatz 220/380 V, etwa 34 kVA auf Anhänger (mehrachs.) fahrbar                |                                                |                           |
| Maschinensatz 220/380 V Drehstrom 60 kVA                                             |                                                |                           |
| Maschinensatz 11 (Strüver) (2 achs.)                                                 |                                                |                           |
| Mittlerer Anhänger mit Betriebsstoffkesselanlage (o)                                 |                                                |                           |
| Motorenanwärmer, fahrbar (auch für Zeltbeheizung) Vielbrennergerät (alte Ausführung) |                                                |                           |
| Motorenanwärmer fahrbar (auch für Zeltheizung), 1-Brenner-Gerät Ausführung B         |                                                |                           |
| Notschnelltanker auf Fahrgestell A 2                                                 | Notschnellt. als Anh. A 2 fahrbar              |                           |
| Omnibus-Anhänger Kässbohrer Typ P 4 1939                                             |                                                |                           |
| Pontonwagen (Pf. 9)                                                                  | Ab 1939 nur noch von Kraftfahrzeugen gezogen.  |                           |
| Pontonwagen (Pf. 11)                                                                 | Ab 1939 nur noch von Kraftfahrzeugen gezogen.  |                           |
| Portalkran (Hebekraft 16t) als Anhänger (mehrachs.) fahrbar                          |                                                |                           |
| Rampenwagen (Pf. 12)                                                                 | Ab 1939 nur noch von Kraftfahrzeugen gezogen.  |                           |
| Rohrwagen 40                                                                         |                                                |                           |
| Sauerstoff-Umfüllgerät 10-50A (Fl 29 700)                                            |                                                |                           |
| Scheibenzuganhänger mit 3-Stufen-Trommel                                             |                                                |                           |
| Schlauchhaspelanhänger                                                               |                                                |                           |
| Schürfbohrwagen Typ 2                                                                |                                                |                           |
| Schwerer Anhänger mit Betriebsstoffkesselanlage (o)                                  |                                                |                           |
| schwerer Maschinensatz A auf Kufenwanne auf Fahrgestell A 2                          |                                                |                           |
| schwerer Maschinensatz A1 auf Kufenwanne auf Fahrgestell A 2                         |                                                |                           |
| Sonderanhänger Ost 1,5t                                                              |                                                |                           |
| Tank 3000 l als Anhänger (2 achs) fahrbar                                            |                                                |                           |
| Tragflächen-Transportanhänger a & b (Bauart 39)                                      |                                                |                           |
| Transportanhänger (2-achs) für Kleinst-U-Boot Biber                                  |                                                |                           |
| Transportanhänger (2-achs) für kleinst U-Boot Seehund                                |                                                |                           |
| Vollgatter, fahrbar                                                                  |                                                |                           |
| Waldbrandgerätewagen-Anhänger II auf Fahrgestell A 2                                 |                                                |                           |
| Wasserwagen 1500 l Bauart Linnhoff                                                   | Tank 1500 l                                    |                           |
| Werkstattanhänger 5t (2 achs.)                                                       |                                                |                           |
| Zerlegbarer Portalkran, fahrbar                                                      |                                                |                           |
| Zweiachs-Anhänger Kfz.-Werkstattwagen                                                | für Bodenanlage Fernraketen                    |                           |

### Mehrachsig
| Bezeichnung                                                                   | Abkürzung | Verwendung/Bemerkung/Bild                                        |
| ----------------------------------------------------------------------------- | --------- | ---------------------------------------------------------------- |
| Anhänger (3 achs.) 8t für 600 PS Motorboot                                    |           |                                                                  |
| Anhänger (3 achs.) mit 30t-Kran                                               |           |                                                                  |
| Anhänger (4 achs.) für schwere Lasten Fabrikat Culemeyer                      |           |                                                                  |
| Anhänger (6 achs.) für schwere Lasten bis 60t (Fabrikat Culemeyer)            |           |                                                                  |
| Anhänger (6 achs.) für schwere Lasten bis 60t (Fabrikat Gothaer Waggonfabrik) |           |                                                                  |
| Anhänger (mehrachs.), offen (o)                                               |           |                                                                  |
| Anhänger für Landwasserschlepper 10 t                                         |           |                                                                  |
| Anhänger für Landwasserschlepper 20 t                                         |           |                                                                  |
| Bodenmischmaschine als Anhänger (fahrbar)                                     |           | Schnellbauverfahren für Straßen jeder Belastung auf allen Böden. |
| FR-Anhänger (S) (3 achs.) (Fabrikat Meiller)                                  |           |                                                                  |
| Kranfahrzeug 75 t                                                             |           |                                                                  |
| Kranfahrzeug 150 t                                                            |           |                                                                  |
| schweres Anhängerfahrgestell B 3, dreiachsig, geländegängig, 4,5 t            |           |                                                                  |
| Schwerlastanhänger 110 t                                                      |           |                                                                  |
| Schwerlastanhänger 150 t                                                      |           |                                                                  |
| Stromerzeugerwagen                                                            |           |                                                                  |
| Tiefladeanhänger (o)                                                          |           |                                                                  |
| Tiefladeanhänger für 60 t                                                     |           |                                                                  |
| Tiefladeanhänger für 75 t                                                     |           |                                                                  |
| Transportanhänger (3 achs.) für Kleinst-U-Boot Molch                          |           |                                                                  |

## Beuteanhänger
Die Wehrmacht verwendete, wie auch alle anderen Armeen im Zweiten Weltkrieg, vorübergehend vom Feind erbeutete Anhänger. Eine genauere Auflistung über die erbeuteten Anhänger durch das Heereswaffenamt findet sich in der Liste von Anhängern gemäß den Kennblättern fremden Geräts D 50/12. Beuteanhänger, welche nicht in dieser Liste aufgeführt wurden, sind in der folgenden Tabelle aufgelistet.

### Nordamerika (a)
| Bezeichnung                                 | Abkürzung | Verwendung/Bemerkung/Bild |
| ------------------------------------------- | --------- | ------------------------- |
| Trailer, 1/4-ton, 2W, cargo, amphibious (a) |           |                           |
| Trailer, 1-ton, 2W, cargo (a)               |           |                           |

### Belgien (b)
| Bezeichnung                                                                   | Abkürzung | Verwendung/Bemerkung/Bild |
| ----------------------------------------------------------------------------- | --------- | ------------------------- |
| Feldküche Mle 1933/39 (b) (Remorque cuisine modèle 1933/39 type R 4 classe I) |           |                           |

### England (e)
| Bezeichnung                                                                                                | Abkürzung | Verwendung/Bemerkung/Bild |
| --- | --------- | ------------------------- |
| Brückenwagen 811 (e)                                                                                       |           |                           |
| Brückenwagen 861 (e)                                                                                       |           |                           |
| Tankanhänger für 680 l (e) (180 gallon water tank trailer)                                                 |           |                           |
| Mobilkran Coles EMA (e)                                                                                    |           |                           |
| Tankanhänger für 1700 l Brockhouse Mk. I (e) (Trailer fuel servicing aircraft 450 gallon Brockhouse Mk. 1) |           |                           |
| Winchester Wohnwagen (e) (Winchester Caravan)                                                              |           |                           |

### Frankreich (f)
| Bezeichnung                                                               | Abkürzung | Verwendung/Bemerkung/Bild |
| ------------------------------------------------------------------------- | --------- | ------------------------- |
| Anhänger (3 achs.) für 20 und 30t Nutzlast, Fabrikate Coder und Titan (f) |           |                           |
| Anhänger UE (f)                                                           |           |                           |
| Brückenwagen 836 (f)                                                      |           |                           |
| Kommandogerät Précision Moderne 36 (f)                                    |           |                           |
| Protze für 15,5 cm Kanone 416 (f)                                         |           |                           |
| Train rouleur omnibus de 1,6t FAL (f)                                     |           |                           |
| Transportanhänger für Flugzeugteile (f)                                   |           |                           |
| Warmwasserbereiter (f) auf Anhänger (1 achsig) L’Isolation                |           |                           |

### Russland (r)
| Bezeichnung                                                  | Abkürzung | Verwendung/Bemerkung/Bild |
| ------------------------------------------------------------ | --------- | ------------------------- |
| Anhänger (1 achs.) für Entseuchung (r)                       |           |                           |
| Feld-Hebekran PPK-35 (r)                                     |           |                           |
| Feldküche KP 3-37 (r)                                        |           |                           |
| Kommandogerät Puaso 3 (r) auf Anhänger (1 achs.)             |           |                           |
| Protze für 7,62 cm Feldkanone 296 (r)                        |           |                           |
| Protze für 12,2 cm Kanone 390/1 (r) & 15,2 cm Kanone 433 (r) |           |                           |
| Protze für 15,2 cm schwere Feldhaubitze 443 (r)              |           |                           |
| Tankanhänger BP-35 (r)                                       |           |                           |

### Tschechoslowakei (t)
| Bezeichnung                                            | Abkürzung | Verwendung/Bemerkung/Bild |
| ------------------------------------------------------ | --------- | ------------------------- |
| Feldküchenanhänger (1 achs.) (t)                       |           |                           |
| Gebirgskarren M. 15 (t)                                |           |                           |
| große Feldküche M. 09 (t) mit feststehender Herdplatte |           |                           |
| große Feldküche M. 09 (t) mit drehbarer Herdplatte     |           |                           |
| kleine Feldküche M 17 (t) mit feststehender Herdplatte |           |                           |
| kleiner Feldwagen (t)                                  |           |                           |
| Landebahnleuchtwagen L.S.V.                            |           |                           |
| Elektromaschinensatz L.A.V. (Skoda)                    |           |                           |
| großer Feldwagen (t)                                   |           |                           |
| Protze für 15 cm schwere Feldhaubitze 37 (t)           |           |                           |
| Rohrkarren für 15 cm schwere Feldhaubitze 25 (t)       |           |                           |
| Rohrwagen für 30,5 cm Mörser (t)                       |           |                           |
| Tatra T 110 Tankanhänger                               |           |                           |

### Fachpublikationen
- Horst Beiersdorf: KfZ-Anhänger der Wehrmacht 1935–1945. Podzun-Pallas, Friedberg 1994, ISBN 3-7909-0454-6.
- Wolfgang Fleischer: Deutsche Heeresfahrzeug, Anhänger und Sonderanhänger bis 1945. Motorbuch Verlag, Stuttgart 2015, ISBN 978-3-613-03804-2.
- Walter E. Seifert: Die Kfz-Nummern der Deutschen Wehrmacht. Riesa 2010, ISBN 978-3-935102-36-0.

### Veröffentlichungen der Wehrmacht

#### Heer
- H. Dv. 195/5, Der Anhänger (1 achsig) für Entseuchung mit Brausevorrichtung. In: Oberbefehlshaber der Wehrmacht, im Auftrag (Hrsg.): Dienstvorschriften der Wehrmacht. Berlin 1939.
- H. Dv. 445, Die Feldkanone 16 n/A mit den Heften 1 und 2. In: Oberbefehlshaber der Wehrmacht, im Auftrag (Hrsg.): Dienstvorschriften der Wehrmacht. Berlin 1939.
- H. Dv. 446, Die leichte Feldhaubitze 16 mit den Heften 1 und 2. In: Oberbefehlshaber der Wehrmacht, im Auftrag (Hrsg.): Dienstvorschriften der Wehrmacht. Berlin 1939.
- H. Dv. 476, Das allgemeine Heeresgerät mit den Heften 1–4b. In: Oberbefehlshaber der Wehrmacht, im Auftrag (Hrsg.): Dienstvorschriften der Wehrmacht. Berlin 1939.
- H. Dv. 489, Das Verwaltungsgerät mit den Heften 1–6. In: Oberbefehlshaber der Wehrmacht, im Auftrag (Hrsg.): Dienstvorschriften der Wehrmacht. Berlin 1939.
- D. 600, Anhaltswerte über Kraftfahrzeuge und Gerät. In: Oberbefehlshaber der Wehrmacht, im Auftrag (Hrsg.): Dienstvorschriften der Wehrmacht. Berlin 1940.
- D. 600, Anhaltswerte über Kraftfahrzeuge und Gerät. In: Oberbefehlshaber der Wehrmacht, im Auftrag (Hrsg.): Dienstvorschriften der Wehrmacht. Berlin 1943.

#### Luftwaffe
- D. (Luft) T. 8201, Der Faßtransportanhänger auf A1-Fahrgstell. In: Oberbefehlshaber der Luftwaffe, Generalluftzeugmeister, im Auftrag (Hrsg.): Dienstvorschriften der Wehrmacht. Wilhelm Limpert, Berlin 1941.
- D. (Luft) T. 8204, A1, „Leichter Kfz.-Anhänger, einachsig, zerlegbar“. In: Oberbefehlshaber der Luftwaffe, Generalluftzeugmeister, im Auftrag (Hrsg.): Dienstvorschriften der Wehrmacht. Berlin 1941.
- D. (Luft) T. 8200, A 2 Fahrgestell, zweiachsig, 1 t. In: Oberbefehlshaber der Luftwaffe, Generalluftzeugmeister, im Auftrag (Hrsg.): Dienstvorschriften der Wehrmacht. Berlin 1942.
- D. (Luft) T. 8552, Landescheinwerfer (Gl 1500) Anhänger 322/2. In: Oberbefehlshaber der Luftwaffe, Generalluftzeugmeister, im Auftrag (Hrsg.): Dienstvorschriften der Wehrmacht. Offizin Haag-Drugulin, Berlin 1941.
- Heereswaffenamt: L. Dv. T. 1054/1, 3,7 cm Flak 43 und 3,7 cm Flakzwilling 43 (mit Schwebedornvisiert 43 und Sonderanhänger 58 und 206). Allgemeine Beschreibung, Wirkungsweise und Behandeln. Berlin 1944.